# Baktrijski jezik
Baktrijski jezik izumrli je istočnoiranski jezik koji se nekad upotrebljavao u regiji Baktriji (u današnjem Afganistanu). Bio je službeni jezik Kušanskog i Heftalitskog Carstva.

## Ime
Dugo se mislilo da je avestički zapravo starobaktrijski, ali u ta je ideja nestala do kraja 19. stoljeća.
Govornici su se zvali arijcima što je uobičajen endonim indoiranskih grupa. Bio je poznat i kao grčko-baktrijski, kušansi ili kušansko-baktrijski.
Pod kušanskom je vlašću Baktrija bila poznata kao Tukara ili Tokara i kasnije Tokaristan. Kada su tekstovi u dvama izumrlim i dotada nepoznatim indoeuropskim jezicima bili otkriveni u Tarimskoj zavali u Kini tijekom ranog 20. stoljeća, povezalo ih se s Tokaristanom pa se tada baktrijski nazivalo eteo-tokarskim (to jest pravim ili originalnim tokarskim). Do sedamdesetih godine postalo je jasno da nema dokaza takve veze. Primjerice, toharski su jezici kentumski, a baktrijski je satemski jezik.

## Klasifikacija
Baktrijski je član istočnoiranskog saveza jezika i dijeli mnoga obilježja s izumrlim sogdanskim te kvarezmijskim (istočnim) i partskim (zapadnim) kao i s modernim paštunskim i pamirskim jezicima. Njegova je genealoška povezanost s drugim jezicima nepoznata. Po drugim izvorima moderni govornici mundžanskog jezika pokazuju najveću lingvističku sličnost s baktrijskim jezikom.

## Povijest
Postao je lingua franca Kušanskog Carstva i regije Baktrija zamjenjujući grčki. Njime su se koristili baktrijski vladar sve do dolaska Omejidskog Kalifata.

### Povijesni razvoj
Nakon što je Aleksandar Veliki 323. godine prije Krista pokorio Baktriju, grčki je bio administrativnim jezikom helenskih nasljednika, to jest Seleukovića i Grčko-Baktrijskog Kraljevstva. Istočne skitske grupe napale su teritorij oko 140. godine pr. Krista. U prvom stoljeću prije Krista nastala je dinastija Kušanskog Carstva.
Kušansko Carstvo u početku je upotrebljavalo grčki za administrativne poslove, ali ubrzo ga je počeo zamjenjivati baktrijski. Rabatački natpis pokazuje kako kralj Kaniška odbacuje grčki (jonski) kao jezik administracije i prihvaća baktrijski (arijski). Ipak, grčko pismo nastavilo se rabiti za zapisivanje baktrijskog.
Teritorijalno širenje Kušana pomoglo je širenju baktrijskog u Središnju Aziju i Sjevernu Indiju.
U trećem je stoljeću, kada je kušanski teritorij zapadno od Inda palo pod Sasanidsko Perzijsko Carstvo, srednjoperzijski jezik počeo je utjecati na baktrijski. Istočni dio Kušanskog Carstva u sjeverozapadnoj Indiji osvojilo je Carstvo Gupta. Neke kovanice iz ovog su doba još pisane grčkim alfabetom.
Od sredine četvrtog stoljeća Baktrija i sjevernozapadna Indija postepeno su pali pod Heftalite i druga hunska plemena. Ovo je razdoblje obilježeno jezičnim bogatstvom: osim baktrijskog, srednjoperzijskog, indoarijskih jezika, i latinski leksik također je posvjedočen. Heftaliti su vladali ovim područjem do sedmog stoljeća kada ih je zamijenio Omejidski Kalifat nakon kojeg je upotreba baktrijskog kao službenog jezika nestala. Preživio je u drugim ulogama sve dok nije u potpunosti nestao. Posljednji natpis na baktrijskom pismu pronađen je u dolini u Pakistanu, a potječe s kraja devetog stoljeća.

## Pismo
Baktrijski je jedini indoarijski jezik koji upotrebljava grčko pismo. Iako njegov glasovni sustav nije bio pogodan za grčko pismo pa u čitanju ima nedoumica, neki su problemi bili riješeni upotrebom hete za glas /h/ i novim znakom šo za glas /ʃ/. Ksi i psi nisu bili upotrebljavani jer se skupovi /ks/ i /ps/ nisu pojavljivali u jeziku, ali ipak su se vjerojatno rabili za predstavljanje brojeva (kao i druga grčka slova).
Baktrijski je poznat iz natpisa, novčića, pečata, manuskripta i drugih dokumenata.
Preko 150 dokumenata prava, izvještaja, pisama i budističkih tekstova pronađeno je od 1990-ih. Najveća je kolekcija Khalilijeva kolekcija aramejskih dokumenata. Oni su jako pomogli poznavanju baktrijskog.

## Fonologija
Glasovni sustav baktrijskog ne može se pouzdano odrediti zbog ograničenja pisma.

### Suglasnici
|             |                | Labijalni | Dentalni/ alveolarni | Palatalni i postalveolarni | Velarni | Velarni | Glotalni |
| obični      | labijalizirani | Labijalni | Dentalni/ alveolarni | Palatalni i postalveolarni |         |         | Glotalni |
| ----------- | -------------- | --------- | -------------------- | -------------------------- | ------- | ------- | -------- |
| Ploziv      | Bezvučan       | p         | t                    |                            | k       |         |          |
| Ploziv      | Zvučan         | b(?)      | d                    |                            | ɡ       |         |          |
| Afrikata    | Bezvučna       |           | t͡s                   |                            |         |         |          |
| Afrikata    | Zvučna         |           | d͡z                   |                            |         |         |          |
| Frikativ    | Bezvučan       | f         | θ(?); s              | ʃ                          | x       | xʷ      | h        |
| Frikativ    | Zvučan         | v         | ð(?); z              | ʒ(?)                       | ɣ       |         |          |
| Nazal       | Nazal          | m         | n                    |                            |         |         |          |
| Aproksimant | Aproksimant    |           | l                    | j                          |         | w       |          |
| Vibrant     | Vibrant        |           | r                    |                            |         |         |          |

Najveći je problem u otkrivanju fonologije baktrijskog to što se afrikate i zvučni suglasnici nisu konzistentno razlikovali od odgovarajućih frikativa u grčkom pismu.
- Prairanski *b, *d i *g uglavnom su postali spiranti kao i u većini drugih itočnoiranskih jezika. Posebno je obilježje baktrijskog koje dijeli s mundžunskim i jidganskim jezikom te s paštunskim jezicima to da je *d postalo *ð koje je pak dalo /l/. Ova je promjena mogla biti arealna.[4] Originalno je *d opstalo samo u nekim skupovima suglasnika. Skupovi [lr] i [rl] pojavljivali su se u ranijem baktrijskom, ali kasnije su postali [dr] i [rd] kao što pokazuje primjer *drauga > λρωγο (4. do 5. st.) >  δδρωρο (7. do 8. st.).
- Prairanski *p, *t, *č i *k ozvučeni su između samoglasnika te iza nazala ili *r
  - Unutar riječi digrafi ββ, δδ predstavljali su originalne *p i *t koji su vjerojatno tada bili [b] i [d]. Digraf ββ posvjedočen je samo u jednoj riječi: αββο 'voda'. Čini se da je manihejski baktrijski imao samo /v/ u svojim riječima koje nisu posuđenice. Prema Gholamiju, jednostavno δ možda je predstvaljalo [ð].
  - Čini se da je gama predstavljala ploziv [g] i frikativ [ɣ], ali ne zna se je li kontrast postojao i u kojim je situacijama slovo predstavljalo koji glas. Dokaz iz manihejskog pisma ukazuje da je u slučajevima u kojima potječe od *k bio ploziv [g],a  kada potječe od *g frikativ [ɣ]. Prema grčkoj ortografskoj praksi, γγ je predstavljalo [ŋɡ].
- Slovo sigma može dolaziti od prairanskog *c > *s i od *č. Manihejsko pismo dokazuje da je slovo predstavljalo dva glasa, najvjerojatnije /s/ i /ts/.
- Slovo zeta slično može nastavljati prairansko *dz > *z te *ǰ i *č. U najmanju ruku predstavlja /z/ i /dz/. Razliku opet potvrđuje manihejsko pismo. Manihejski baktrijski ima i treći pandan: vjerojatno predstavlja /ʒ/.

Status slova theta nejasan je: samo se pojavljuje u riječi ιθαο 'također, stoga' koja bi mogla biti posuđenica iz nekog drugog iranskog jezika. U većini pozicija prairansko *θ postalo je /h/ (piše se υ) ili je izgubljeno, primjerice *puθra- > πουρο 'sin'. Čini se da je skup *θw postao /lf/, primjerice *wikāθwan > οιγαλφο 'svjedok'.
Slovo šo nastavlja prairansko *š, ali i *s u skupovima *sr, *str i *rst. U nekoliko je slučajeva prairansko *š postalo /h/ ili je nestalo. Raspodjela je nepoznata. Primjer: *snušā > ασνωυο 'daughter-in-law', *aštā > αταο 'osam', *xšāθriya > χαρο 'vladar', *pašman- > παμανο 'vuna'.

### Samoglasnici
|               | Kratki  | Kratki   | Kratki |
| Prednji       | Srednji | Stražnji |        |
| ------------- | ------- | -------- | ------ |
| Zatvoreni     | i       |          | u      |
| Poluzatvoreni | e       | ə        | o?     |
| Otvoreni      | a       | a        | a      |

|               | Dugi     | Dugi |
| Prednji       | Stražnji |      |
| ------------- | -------- | ---- |
| Zatvoreni     | iː       | uː   |
| Poluzatvoreni | eː       | oː   |
| Otvoreni      | aː       | aː   |

Grčko pismo ne predstavlja duljinu samoglasnika konzistentno. U mainkejskom pismu ima još manje kontrasta među samoglasnicima, ali kratko /a/ i dugo /a:/ razlikuju se što sugerira da je prairanski kontrast između duljina samoglasnika očuvan.
Nije poznato predstavlja li omikron kratko [o] uz [u] i je li razlika uopće postojala. Kratko [o] moglo se pojaviti bar kao refleks *a kada se u sljedećem slogu nalazi nestalo *u, primjerice: *madu > μολο 'vino'. Kratko [e] također je rijetko. Dugi [e:] i [o:] refleksi su prairanskih dvoglasa i određenih kombinacija samoglasnika i polusamoglasnika (η < *ai, *aya, *iya; ω < *au, *awa).
Epentetsko [ə] (zapisivalo se kao α) umetalo se prije skupova suglasnika na početku riječi.
Originalni samoglasnici na početku i kraju riječi u otvorenom slogu obično su nestali. Omikron se na kraju riječi obično pisao, ali se vjerojatno nije izgovarao. Bio je priložen i nakon zadržanih samoglasnika na kraju riječi, primjerice *aštā > αταο 'osam', vjerojatno se izgovaralo /ataː/.
Prairansko slogotvorno *r nestalo je, a refleksi su ορ uz labijalne i ιρ uz druge suglasnike. Ovo se slaže s razvojem zapadnoiranskih jezika partskog i srednjoperzijskog.

### Ortografija
Upotreba slova grčkog alfabeta za zapisivanje glasova baktrijskog:
| Grčko slovo | MFA      | Grčko slovo | MFA     | Grčko slovo | MFA   |
| ----------- | -------- | ----------- | ------- | ----------- | ----- |
| α           | a, aː    | η           | eː      | ρ           | r     |
| α/ο         | ə        | θ           | θ       | σ           | s, t͡s |
| β           | v        | ι           | i, j    | τ           | t     |
| β/ββ        | b        | κ           | k       | υ           | h     |
| γ           | ɣ, ɡ     | λ           | l       | φ           | f     |
| δ           | ð        | μ           | m       | χ           | x     |
| δ/δδ        | d        | ν           | n       | χο          | xʷ    |
| ε           | e        | ο           | o, u, w | ω           | oː    |
| ζ           | z, ʒ, d͡z | π           | p       | ϸ           | ʃ     |